# Comuna Hamcearca, Tulcea
Hamcearca este o comună în județul Tulcea, Dobrogea, România, formată din satele Balabancea, Căprioara, Hamcearca (reședința) și Nifon.

## Demografie
Componența etnică a comunei Hamcearca
     Români (94,08%)
     Alte etnii (0,45%)
     Necunoscută (5,47%)
Componența confesională a comunei Hamcearca
     Ortodocși (91,98%)
     Alte religii (0,15%)
     Necunoscută (7,87%)
Conform recensământului efectuat în 2021, populația comunei Hamcearca se ridică la 1.334 de locuitori, în scădere față de recensământul anterior din 2011, când fuseseră înregistrați 1.414 locuitori. Majoritatea locuitorilor sunt români (94,08%), iar pentru 5,47% nu se cunoaște apartenența etnică. Din punct de vedere confesional, majoritatea locuitorilor sunt ortodocși (91,98%), iar pentru 7,87% nu se cunoaște apartenența confesională.

## Politică și administrație
Comuna Hamcearca este administrată de un primar și un consiliu local compus din 9 consilieri. Primarul, Doru-Marius Caludi[*], de la Partidul Social Democrat, este în funcție din 1 noiembrie 2024. Începând cu alegerile locale din 2024, consiliul local are următoarea componență pe partide politice:
|  | Partid                          | Consilieri | Componența Consiliului | Componența Consiliului | Componența Consiliului | Componența Consiliului | Componența Consiliului |
|  | ------------------------------- | ---------- | ---------------------- | ---------------------- | ---------------------- | ---------------------- | ---------------------- |
|  | Partidul Social Democrat        | 5          |                        |                        |                        |                        |                        |
|  | Partidul Național Liberal       | 3          |                        |                        |                        |                        |                        |
|  | Alianța pentru Unirea Românilor | 1          |                        |                        |                        |                        |                        |